# Mobile Telephone Service

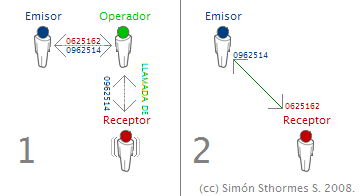
Diagrama del funcionamiento del Sistema de Teléfono Móvil o MTS.

El Mobile Telephone Service (MTS) (Servicio de Teléfono Móvil) fue uno de los primeros estándares de telefonía móvil. Fue asistido por operadores en ambas direcciones, ya que si recibías una llamada de un teléfono fijo la llamada era redirigida a un operador que era el encargado de redirigir la llamada a tu teléfono. Similarmente, para hacer una llamada, debías hablar con el operador, que te pediría tu número móvil y el número al que llamabas, y establecía la llamada de inmediato entre las dos partes.
El servicio fue lanzado por Bell Telephone Company (actualmente AT&T), y fue usado por primera vez en St. Louis, Misuri (Estados Unidos) el 17 de junio de 1946. El equipo original pesaba 36 kilogramos (80 libras), e inicialmente solo había tres canales para todos los usuarios del área metropolitana, luego más licencias fueron añadidas para un total de 32 canales a través de 3 bandas.
Adicionalmente, este servicio fue usado por una gran cantidad de subscriptores de telefonía en muchos lugares de Norteamérica. Luego, este protocolo fue reemplazado por el IMTS.
- Datos: Q2667059